# Ратислав Ђелмаш
Ратислав Раша Ђелмаш (Београд, 26. јануар 1950 — Београд, 28. октобар 2021) био је српски бубњар, најпознатији као члан рок састава Ју група и Зебра.

## Почетак каријере
Прво интересовање за музику Ђелмаш је показао већ 1966. године, када је са вршњацима из школског оркестра основао групу Анђели.
Године 1969, је са Нинославом Ковачевићем, Нешом Матићем и Петром Симићем основао рок групу Неки, да би убрзо у нешто промењеном саставу и инспирисан музиком Џими Хендрикса започео рад на групи Хендриксова деца.
Следеће године се придружио групи Феликс, која поред извођења познатих домаћих и светских хитова свира и сопствене композиције. Најуспешнија је Симонида.
Свирао је у групи Моби дик.

## Поп Машина
У марту 1972. године са Робертом Немечеком (бас), Зораном Божиновићем (соло гитара) и Савом Бојићем (соло, вокал) основао је групу Поп машина.
Поп машина као нова београдска група са властитим репертоаром (дванаест ауторских песама) постала је врло брзо запажена, популарна и незаобилазна на београдској музичкој сцени седамдесетих година 20. века.
Поп Машина је 29. септембра 1972. године објавила први сингл за Продукцију плоча ПГП РТБ.
После великог концерта Поп машине на Ташмајдану, Ћелмаш је напустио групу.

## Ју група
Месец дана касније, постао је бубњар тада већ популарне Ју групе, коју су чинили браћа Жика и Драги Јелић. Тих година је Раша Ђелмаш важио за најбољег младог београдског бубњара. Са Ју групом је доживео велику популарност широм СФР Југославије.

## Група Зебра
У потрази за новим звуком, новембра 1976. године Раша Ђелмаш оснива групу Зебра. Тада је рекао у једном интервјуу да се осећа као да у музици има још много тога да каже. Зашто група Зебра? На то питање је духовито одговорио: „Зебра је свугде присутна... и у савани и у граду.“
Поред Раше Ђелмаша (композитор, бубањ), групу Зебра су чинили: Бата Радовановић (оргуље, клавир, кларинет), Мирослав Стаменковић (труба, клавир), Карољ Бузеј (саксофон), Ана Марлини (гитара, вокал), Анка Лазаревић (вокал) и Душан Лазаревић (бас).

## Дискографија

### Ју група
Студијски албуми
- YU grupa (1973)
- Како то да сваки дан? (1974)
- YU grupa (1975)
- Трагови (1990)
- Рим 1994 (1995)

Уживо албуми
- Live (2007)

Синглови
- Шта ће мени ватра / Спусти главу (1973)
- Дрвени мост / Живи песак (1974)
- Сама / Трка (1975)
- Освета / Опрости љубави (1976)
- 3 до 6 / Тачно у подне (1976)

### Зебра
Студијски албуми
- Кажу да такав је ред (1979)

ЕПови
- Телефон (1977)

Синглови
- Моја мала зебра / Шумадинка плава (1977)
- Ма ко си ти / Мотор (1978)

### Соло
Студијски албуми
- Хот рок (1982)